# Kościół św. Stanisława Kostki w Radawnicy
Kościół świętego Stanisława Kostki w Radawnicy – rzymskokatolicki kościół pomocniczy należący do parafii sw. Barbary w Radawnicy (dekanat Złotów I diecezji bydgoskiej).
Jest to świątynia wzniesiona z kamienia. Obecnie jest nieczynna.
Pierwotnie była zborem ewangelickim, wybudowanym w 1933 roku w stylu neoromańskim. Od 1946 roku pełni funkcję kościoła pomocniczego parafii w Radawnicy i nosi wezwanie świętego Stanisława Kostki.